# خوگان
خوگان (خمین)، روستایی از توابع بخش مرکزی شهرستان خمین در استان مرکزی ایران است.
زبان این روستا ترکی است.
دارای سد خاکی قدیمی است و این سد هنوز آب دارد 
جمعیت
این روستا در دهستان صالحان قرار دارد و براساس سرشماری مرکز آمار ایران در سال ۱۴۰۴، جمعیت آن ۱۲۲ نفر (۶۰ خانوار) بوده‌است.

## محصولات باغی و زراعی
از محصولات باغی آن میتوان به سیب – انگور – هلو – زردآلو – گیلاس – گردو – کشمش – آلو – آلبالو – گلابی- بادام – فندق – انار و از محصولات زراعی آن میتوان به گندم– نخود – ذرت –  لوبیا چیتی - لوبیا قرمز – یونجه – گوجه - سیوب زمینی - کدو حلوایی – هندوانه – خربزه – جو – لپه – آفتابگردان - لوبیا سفید - چغندر قند – خیارچنبر – پیاز – هویج – طالبی و هندوانه، زعفران اشاره کرد.